# Papa Eugenio III
Eugenio III, nato Pietro Bernardo dei Paganelli (Montemagno di Calci, 1080 circa – Tivoli, 8 luglio 1153), è stato il 167º papa della Chiesa cattolica dal 1145 alla sua morte. Nel 1872 è stato proclamato beato da papa Pio IX.

## Biografia

### Monaco cistercense
Secondo lo storico pisano cinquecentesco Raffaele Roncioni, Eugenio III era di origine nobile e apparteneva alla famiglia Paganelli di Montemagno (paesino a sette miglia circa da Pisa, oggi una frazione di Calci), quest'affermazione viene confermata dalla testimonianza di San Bernardo di Chiaravalle, che definì il futuro pontefice homo rusticanus (contadino). La sua nascita a Montemagno di Calci (Pisa) è rafforzata inoltre dall'iscrizione sepolcrale in S. Pietro, dove si afferma che Pisa viruni genuit. Non è noto l'anno di nascita.
Scelse la vita monastica dopo aver incontrato l'abate cistercense Bernardo, fondatore dell'Abbazia di Clairvaux, il più illuminato ecclesiastico della Chiesa occidentale di quel tempo, del quale divenne discepolo e amico.

### L'elezione al Soglio Pontificio
Uomo colto e molto pio, Bernardo crebbe nella solitaria e austera vita cistercense. Era abate del Monastero di SS. Anastasio e Vincenzo, presso le Tre Fontane (appena fuori Roma), quando fu eletto papa. Scelse il nome pontificale di Eugenio.
La scelta dei cardinali non ebbe l'approvazione di Bernardo di Chiaravalle, che fece le sue rimostranze contro l'elezione, sulla base dell'«innocenza e semplicità» di Eugenio, ritenute non adatte nella gravissima circostanza dell'insurrezione dei cittadini romani contro il papato e l'instaurazione di una repubblica antipontificia.
Alla tragica morte di papa Lucio II, il conclave infatti si era riunito nello stesso giorno, nella chiesa di San Cesario al Palatino. Appena eletto, i senatori romani chiesero al nuovo papa esplicitamente di riconoscere l'autorità del Comune e di rinunciare ai suoi poteri temporali. Eugenio si rifiutò ed i rivoltosi bloccarono l'accesso alla basilica di San Pietro nel tentativo di impedire la consacrazione del nuovo papa. Egli allora lasciò Roma e si recò nel monastero di Farfa, a circa 40 km dalla città eterna, dove venne consacrato solennemente il 18 febbraio. Quindi scelse Viterbo come propria residenza.
Eugenio III non stabilì mai buoni rapporti con i romani. Durante il suo pontificato, durato otto anni, poté soggiornare a Roma complessivamente soltanto un anno e mezzo scarso. Nei primi anni la sua residenza preferita fu Viterbo (dall'aprile 1145 in poi), più tardi (dal 1149 in poi) Tuscolo, Ferentino e Segni.
Roma in mano ai facinorosi era in tumulto: abitazioni di prelati e cardinali erano devastate, conventi e monasteri assaltati. Venivano assaliti e depredati anche i pellegrini. Arnaldo da Brescia, grande oppositore del potere temporale dei Papi, fece ripristinare la vecchia costituzione romana ed abolire la carica di prefetto pontificio, sostituito dalla carica elettiva del patricius di Roma. Il primo a essere insignito del titolo fu Giordano Pierleoni. Il papa non tardò a scomunicare il Pierleoni. Nello stesso tempo chiedeva aiuto a Tivoli e alle altre città intorno a Roma. Forse spaventati da un imminente interdetto su tutta la cittadinanza e forse perché l'isolamento intorno a Roma cominciava a creare seri problemi, i senatori proposero al Papa un patto.
Nel dicembre 1145 si giunse ad un accordo di reciproca legittimazione in base al quale il pontefice si impegnava a versare nelle casse capitoline 500 lire d'oro all'anno. In cambio i senatori s'impegnavano a sospendere la carica di patricius e a riconoscere l'autorità pontificia. A Natale di quell'anno il papa era tornato solennemente a Roma.

### Seconda Crociata e Crociate del Nord
Con la bolla Quantum predecessores del 1º dicembre 1145, Eugenio III, avendo avuto la notizia della cattura della Contea di Edessa da parte dei Turchi, avviò l'organizzazione della Seconda crociata. Con la bolla il papa estendeva l'indulgenza collegata alla Crociata a quanti fossero andati ad aiutare la Chiesa d'Oriente.
Il pontefice scrisse direttamente al re di Francia Luigi VII esortandolo a partecipare. In una grande dieta tenuta a Spira, in Germania, nel 1146, l'imperatore Corrado III e molti dei suoi nobili furono anch'essi incitati dall'eloquenza di Bernardo ad impegnarsi nella Crociata.
Il 13 aprile 1147 fu emessa la bolla pontificia Divini Dispensatione, nella quale Eugenio III quasi paragonava la prossima crociata contro i Venedi, fortemente voluta da Bernardo di Chiaravalle e dai principi tedeschi, a quella in Palestina ed alla Riconquista spagnola.

### Governo della Chiesa

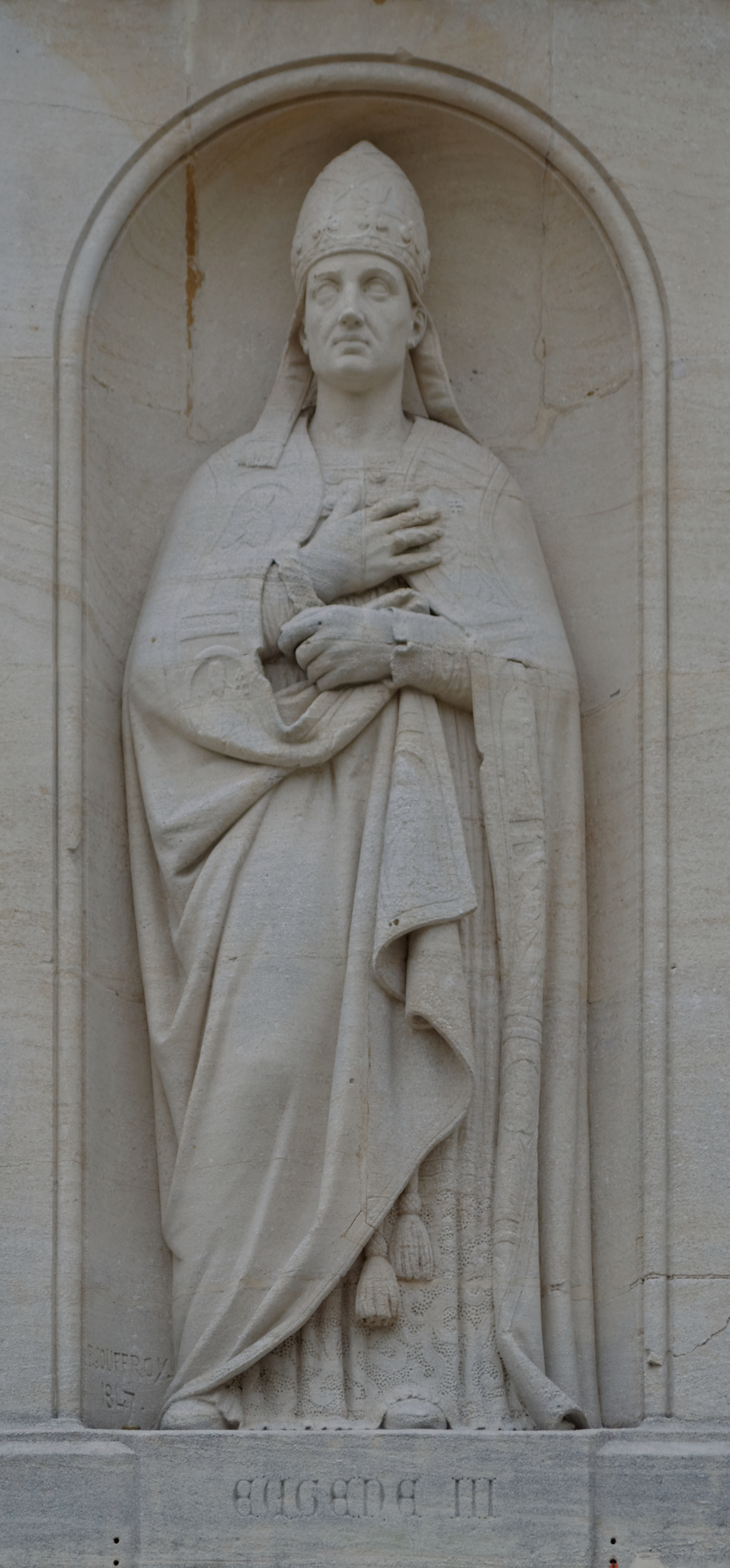
Statua di papa Eugenio III
Digione

Eugenio tenne dei sinodi nell'Europa settentrionale: a Parigi, Reims e Treviri, nel 1147 e nel 1149, che furono dedicati alla riforma della vita clericale. Egli tenne in considerazione e approvò il lavoro della mistica Ildegarda di Bingen.
Partiti gli eserciti per la crociata orientale, Eugenio III decise di visitare numerosi monasteri. Nel 1147, a sostegno dell'arcivescovo di Canterbury Teobaldo di Bec contro il re Stefano d'Inghilterra, depose Guglielmo di York dalla carica di arcivescovo di York.
Arnaldo da Brescia si era recato in visita dal papa nella sua residenza di Viterbo, mostrandosi pentito ed ossequioso. Successivamente, poco dopo l'ingresso del Papa a Roma, anch'egli tornò a Roma per un pellegrinaggio penitenziale. Ma in poco tempo i suoi sermoni e le sue invettive contro i possedimenti materiali degli ecclesiastici aizzarono nuovamente i cittadini incolti ed i repubblicani contro la Chiesa e il Papa e fecero schierare anche alcuni esponenti del basso clero con i repubblicani. Il 15 luglio 1148, da Cremona, il pontefice scomunicò Arnaldo da Brescia.

### Lo scontro con la fazione repubblicana
Nel marzo 1146, non avendo voluto accettare un patto traditore contro Tivoli, la città che lo aveva appoggiato inizialmente, Eugenio III lasciò nuovamente l'Urbe. Restò per qualche tempo a Viterbo, fece tappa a Siena ed alla fine andò in Francia. Il 16 giugno 1148 era a Vercelli. Da qui si recò a Viterbo. Poi chiese aiuto al re normanno Ruggero II di Sicilia e riuscì grazie al suo aiuto a rientrare a Roma.
Da qui il 28 ottobre 1149 scrisse una lettera all'imperatore Corrado III, appena rientrato dalla deludente crociata, affinché scendesse in Italia per aiutarlo contro i repubblicani. Poco tempo dopo Eugenio III dovette lasciare di nuovo Roma per Viterbo e poi Tuscolo. Fu qui che, di ritorno dalla seconda crociata, incontrò il re di Francia Luigi VII e sua moglie Eleonora d'Aquitania. Anche i repubblicani romani chiesero aiuto all'Imperatore contro il Papa ed i normanni suoi alleati. Corrado III rispose ad entrambi i contendenti in modo cortese e disponibile ma non si mosse.
Nello stesso anno a Roma i repubblicani approvavano una nuova costituzione nella quale il potere veniva ripartito fra due consoli, mentre il senato veniva ampliato a cento senatori. A questo punto alcune famiglie nobili più vicine al pontefice riuscirono a convincere molti cittadini che l'uomo giusto per riportare la pace in città era proprio il Papa.
Fu così che nel dicembre del 1152 Eugenio III poté rientrare a Roma. Tutta Roma omaggiò l'ingresso del pontefice, mentre i repubblicani si divisero tra moderati ed intransigenti: i primi pensavano a dare la signoria di Roma all'imperatore Federico I, gli altri erano invece contrari.

### Relazioni con l'imperatore del Sacro Romano Impero

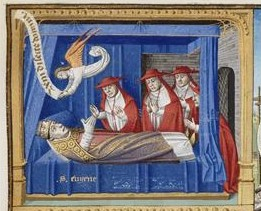
Morte di papa Eugenio III
Le Miroir historial de Vincent de Beauvais, Tomo III
Museo Condé, Chantilly

Corrado III morì il 15 febbraio 1152. Il suo successore fu Federico I Barbarossa, incoronato come Rex Romanorum il 9 marzo 1152.
Nel marzo 1153 i legati pontifici furono in grado di stipulare un trattato con l'Imperatore a Costanza, nel quale si stabiliva di riportare il Papa alla guida di Roma, di cacciare dall'Italia definitivamente i bizantini, di non stipulare la pace né con i repubblicani romani né con i normanni nel sud Italia. 

Gli ultimi mesi furono trascorsi da Eugenio III in attesa della discesa dell'Imperatore in Italia, ma la morte lo colse a Tivoli l'8 luglio 1153.

### Concistori per la creazione di nuovi cardinali
Papa Eugenio III durante il suo pontificato ha creato 38 cardinali nel corso di 6 distinti concistori.

## Memoria e culto
Anche se i cittadini di Roma si erano dimostrati contrari agli sforzi di Eugenio III nell'affermare la sua autorità temporale, essi furono sempre pronti a riconoscerlo come loro guida spirituale e riverivano profondamente il suo carattere personale, mite e sostanzialmente pio. Di conseguenza gli tributarono solenni onoranze funebri e il suo corpo venne sepolto in San Giovanni in Laterano. 

La sua tomba ben presto acquisì una notevole venerazione; si narra, anche, di prodigiose guarigioni ottenute per sua diretta intercessione. Un mese dopo la sua morte, il 20 agosto moriva anche il suo amico e maestro Bernardo di Chiaravalle, anch'egli in fama di santità.
Il culto tributatogli come beato ab immemorabili venne approvato da papa Pio IX il 3 ottobre 1872 e la sua memoria liturgica cade l'8 luglio.
Così recita il martirologio romano:
«8 luglio - A Tivoli nel Lazio, transito del beato Eugenio III, papa, che fu diletto discepolo di san Bernardo; dopo aver retto da abate il monastero dei Santi Vincenzo e Anastasio alle Acque Salvie, eletto alla sede di Roma, si adoperò con impegno per difendere il popolo cristiano dell'Urbe dalle insidie dell'eresia e rinnovare la disciplina ecclesiastica.»

## Successione apostolica
La successione apostolica è:
- Vescovo Eberhard II von Otelingen (1146)
- Vescovo Herbert of Selkirk (1147)
- Arcivescovo Henry Murdac, O.Cist. (1147)
- Arcivescovo Giovanni di Bari (1151)
- Vescovo Konrad von Hirscheck (1152)